# Представка
Представката (лат. префикс) е елемент от словообразуването, лексикална морфема, която се прикрепя пред корена на думата или пред друга представка. Някои представки са привнесени като модел от други езици.
Представките имат лексико-граматическо значение, тъй като могат да променят не само лексикалното значение на думата, а и нейните граматически характеристики. Например добавянето на представката про- пред корена чет променя вида на глагола чета от несвършен в свършен: прочета, като същевременно променя и лексикалното му значение: вече става въпрос не за четене изобщо, а за четене докрай.
Примери за представки в българския език:
- без- (безпомощен)
- в- (внасям)
- из- (изнасям)
- пре- (пренасям)
- при- (привнасям)